# Masis
Masis – miasto w Armenii, w prowincji Ararat. Według danych na rok 2022 liczy ok. 20 700 mieszkańców. Ośrodek przemysłowy.